# Goli pištolj (2025.)
Goli pištolj (eng. The Naked Gun, poznat i kao The Naked Gun 4+¼: Law of Toughness) američki je akcijsko-komedijski film  iz 2025. godine, kojeg je režirao Akiva Schaffer, a scenarij napisali Dan Gregor, Doug Mand i Schaffer.
Film je četvrti dio u serijalu Goli pištolj te nastavak filma Goli pištolj 3 (1994.).
Premijera filma bila je zakazana za 1. kolovoza 2025. godine, pod produkcijom Paramount Pictures.
Film prati poručnika Franka Drebina mlađeg (Liam Neeson), sina izvornog Franka Drebina kojeg je tumačio Leslie Nielsen. Frank Jr. slijedi očeve stope pridružujući se Policijskoj eskadrili, gdje se suočava s nizom komičnih i apsurdnih situacija dok pokušava spasiti svijet. Film zadržava prepoznatljiv stil parodije i slapstick humora karakterističan za originalnu trilogiju.

## Glumačka postava
- Liam Neeson kao poručnik Frank Drebin Jr.
- Pamela Anderson kao Beth
- Paul Walter Hauser kao kapetan Ed Hocken Jr.
- Kevin Durand
- Danny Huston
- Liza Koshy
- Cody Runnels
- CCH Pounder
- Busta Rhymes

## Vanjske poveznice
- Goli pištolj u internetskoj bazi filmova IMDb-a